# Martin Fabuš
Martin Fabuš, né le 11 novembre 1976 à Trenčín, était un footballeur international slovaque.